# Gmina Rytwiany
Die Gmina Rytwiany ist eine Landgemeinde im Powiat Staszowski der Woiwodschaft Heiligkreuz in Polen. Ihr Sitz ist das gleichnamige Dorf mit etwa 1800 Einwohnern.

## Gliederung
Zur Landgemeinde (gmina wiejska) Rytwiany gehören folgende Ortsteile mit einem Schulzenamt:
Grobla
Kłoda
Niedziałki
Pacanówka
Podborek
Ruda
Rytwiany
Sichów Duży
Sichów Mały
Strzegom
Strzegomek
Sydzyna
Szczeka
Święcica
Tuklęcz
Weitere Orte der Gemeinde sind:
Kopaliny
Krutyczki
Niwy
Piaski
Pod Cegielnią
Podkłodzie
Poręby
Wycinek
Klasztor
Kłoda-Kolonia
Kolonia Strzegomek
Gaj Święcicki
Golejów
Krzywda
Monastyrek
Wzory
Adamówka
Skrzypiec
Wiśniówka

## Persönlichkeiten
- Łukasz Opaliński (1612–1666), Schriftsteller.